# Yūkai
Pour plus de détails, voir Fiche technique et Distribution.
Yūkai (誘拐) est un film japonais réalisé par Takao Okawara, sorti en 1997.

## Synopsis
Le directeur d'une grande entreprise, Sōichiro Atomiya, est enlevé. Les ravisseurs demandent une rançon. Un détective jeune, mais talentueux, se voit confier l'enquête et devient l'attention de tous les médias.

## Fiche technique
- Titre : Yūkai
- Titre original : 誘拐
- Réalisation : Takao Okawara
- Scénario : Tadashi Morishita
- Musique : Takayuki Hattori
- Photographie : Daisaku Kimura
- Montage : Chizuko Osada
- Production : Shōgo Tomiyama
- Société de production : Tōhō
- Pays :  Japon
- Genre : Action,  drame et policier
- Durée : 112 minutes
- Dates de sortie : 
  -  Japon : 7 juin 1997

## Distribution
- Tetsuya Watari : Hiroshi Tsuba
- Masatoshi Nagase : Ichiro Fuji
- Miki Sakai : Mayo Yonezaki
- Katsutoshi Atarashi : Hidemasa Orita
- Akira Emoto : Tachibana, le superintendant
- Akira Ishihama : Sōichiro Atomiya
- Toshiaki Nishizawa : Mamoru Kanzaki
- Kōichi Ueda : Harada, le journaliste
- Kiyoshi Yamamoto : Shin Yamane

## Distinctions
Le film a été nommé pour douze Japan Academy Prizes et en a reçu trois : meilleure photographie, meilleur montage et meilleures lumières.